# Attilio Dottesio
Attilio Dottesio, né à Desenzano del Garda le 16 juillet 1909, mort à Rome le 12 février 1989, est un acteur italien.

## Biographie
Attilio Dottesio commence sa carrière dans le monde du spectacle comme chanteur, se produisant aussi en France au début des années 1930. Il y joue dans le film Les Perles de la couronne (1935) de Sacha Guitry. Revenu à Rome, il suit les cours du Centro sperimentale di cinematografia, et obtient son diplôme en déclamation en 1942. Il débute dans le cinéma italien avec Le Salaire du péché (La peccatrice) d'Amleto Palermi.
Au cours de sa longue carrière, il apparaît dans près de 150 films, traversant tous les genres, du film historique au sentimental, en passant par l'espionnage, le western, le comique satirique, sans oublier le théâtre à la radio et le doublage. À l'époque de la République sociale italienne, il joue dans quelques films au Cinevillaggio de la Giudecca, à Venise. Il contribue aussi au roman photo Quando mi vedrai, avec Gabriella Farinon (en), Roel Bos, Anna Glori ("Sogno" n.8, 1er juin 1965). Il conclut sa carrière en 1984 et meurt à Rome à presque 80 ans.

## Filmographie partielle

### Cinéma
- 1935 : Les Perles de la couronne, de Sacha Guitry
- 1940 : Le Salaire du péché (La peccatrice), d'Amleto Palermi
- 1941 : Il cavaliere senza nome, de Ferruccio Cerio
- 1941 : L'Archange au masque noir (Il bravo di Venezia) de Carlo Campogalliani
- 1941 : L'amore canta, de Ferdinando Maria Poggioli
- 1942 : La bisbetica domata (it), de Ferdinando Maria Poggioli
- 1943 : Giacomo l'idealista, d'Alberto Lattuada : Battistella, le frère de Giacomo
- 1943 : L'Homme à la croix (L'uomo dalla croce), de Roberto Rossellini : le tankiste blessé
- 1945 : Fait divers (Fatto di cronaca), de Piero Ballerini
- 1945 : Aeroporto (it), de Piero Costa
- 1945 : L'angelo del miracolo (it), de Piero Ballerini
- 1947 : Rocambole, de Jacques de Baroncelli
- 1947 : La Revanche de Baccarat, de Jacques de Baroncelli (1947)
- 1947 : La Chartreuse de Parme, de Christian-Jaque : Ferrante Palla
- 1949 : Riz amer (Riso amaro), de Giuseppe De Santis : Bruno
- 1949 : Le Loup de la Sila (Il lupo della Sila), de Duilio Coletti : l'homme qui dérange Rosaria à la foire
- 1950 : Contre la loi (Contro la legge), de Flavio Calzavara
- 1951 : Police en alerte (I falsari), de Franco Rossi
- 1951 : Trahison (Il tradimento), de Riccardo Freda : Docteur Bianchini
- 1951 : La Vengeance de l'Aigle noir (La vendetta di Aquila Nera), de Riccardo Freda
- 1951 : Anna, d'Alberto Lattuada
- 1952 : Les Chemises rouges (Camicie rosse (Anita Garibaldi)), de Goffredo Alessandrini
- 1952 : Legione straniera, de Basilio Franchina : frère d'Irène
- 1952 : Europe 51 (Europa '51), de Roberto Rossellini
- 1952 : La storia del fornaretto di Venezia (it), de Giacinto Solito : avocat
- 1952 : La Prisonnière de la tour de feu (Prigioniera della torre di fuoco), de Giorgio Walter Chili : Carlo Pepli
- 1953 : Puccini, de Carmine Gallone
- 1953 : Pardonne-moi (Perdonami!), de Mario Costa : brigadier
- 1953 : Noi peccatori (it), de Guido Brignone : médecin
- 1953 : Le Navire des filles perdues (La nave delle donne maledette), de Raffaello Matarazzo : avocat de l'accusation
- 1953 : Il n'est jamais trop tard (Non è mai troppo tardi), de Filippo Walter Ratti
- 1953 : La Gioconda, de Giacinto Solito
- 1954 : La Prisonnière d'Amalfi (La prigioniera di Amalfi, de Giorgio Cristallini
- 1960 : Viva l'Italia, de Roberto Rossellini : Francesco Crispi
- 1961 : Vanina Vanini, de Roberto Rossellini
- 1961 : Il sicario, de Damiano Damiani
- 1961 : Le Triomphe de Maciste (Il trionfo di Maciste), de Tanio Boccia : Arsinoé
- 1961 : La Vengeance d'Ursus (La vendetta di Ursus), de Luigi Capuano : Afro
- 1962 : Bande de lâches (Un branco di vigliacchi), de Fabrizio Taglioni : prisonnier allemand
- 1962 : Vénus impériale (Venere imperiale, de Jean Delannoy
- 1962 : Viol à l'italienne (La smania addosso), de Marcello Andrei : procureur de la République
- 1962 : Maciste contre Zorro (Zorro contro Maciste), d'Umberto Lenzi :  général Savedra (Saveria en VO)
- 1963 : Samson l'Invincible, de Tanio Boccia : Alvarez
- 1963 : Le Lion de Saint-Marc (Il Leone di San Marco), de Luigi Capuano
- 1963 : Le Colosse de Rome (Il colosso di Roma), de Giorgio Ferroni : grand-prêtre
- 1964 : Un Américain à Rome (Panic Button... Operazione fisco!), de Giuliano Carnimeo
- 1964 : Parlons femmes (Se permettete parliamo di donne, d'Ettore Scola
- 1964 : Le Brigand de la steppe (I predoni della steppa), de Tanio Boccia
- 1964 : Il mistero dell'isola maledetta, de Piero Pierotti
- 1964 : Les Deux Évadés de Sing-Sing (I due evasi di Sing Sing), de Lucio Fulci : Tony Agnello
- 1964 : Le Trésor des tsars (Maciste alla corte dello Zar), de Tanio Boccia : chef des rebelles
- 1964 : Un cœur plein et les poches vides (...e la donna creò l'uomo), de Camillo Mastrocinque
- 1967 : Beaucoup trop pour un seul homme (L'immorale), de Pietro Germi
- 1970 : Bonnes funérailles, amis, Sartana paiera (Buon funerale amigos!... paga Sartana), de Giuliano Carnimeo : Joe Benson
- 1970 : Robin des Bois le magnifique (Il magnifico Robin Hood, de Roberto Bianchi Montero
- 1971 : Le treizième est toujours Judas (Il tredicesimo è sempre Giuda), de Giuseppe Vari : général
- 1972 : Il santo patrono (it), de Bitto Albertini : maire du pays
- 1972 : Django adios ! (Seminò morte... lo chiamavano il Castigo di Dio!) de Roberto Mauri
- 1972 : Le Justicier de Dieu, de Franco Lattanzi : Tim
- 1973 : La mort a souri à l'assassin (La morte ha sorriso all'assassino), d'Aristide Massaccesi
- 1973 : Winchester, Kung-fu et Karaté (…altrimenti vi ammucchiamo) de Yeung Man Yi
- 1973 : L'Enfer des héros (Eroi all'inferno), d'Aristide Massaccesi
- 1974 : Buck le Loup (Zanna Bianca alla riscossa), de Tonino Ricci
- 1975 : Les Frissons de l'angoisse (Profondo rosso), de Dario Argento
- 1975 : Rome violente (Roma violenta), de Franco Martinelli
- 1975 : Roma drogata: la polizia non può intervenire, de Lucio Marcaccini
- 1976 : La Carrière d'une femme de chambre (Telefoni bianchi), de Dino Risi
- 1976 : Bluff (Bluff - Storia di truffe e di imbroglioni), de Sergio Corbucci
- 1976 : Opération Jaguar (Italia a mano armata), de Marino Girolami
- 1977 : La Maîtresse légitime (Mogliamante), de Marco Vicario
- 1980 : Je suis photogénique (Sono fotogenico), de Dino Risi
- 1981 : Le Cancre du bahut (Pierino contro tutti), de Marino Girolami : médecin
- 1982 : L'Imposteur (Cercasi Gesù), de Luigi Comencini
- 1984 : Le Bon Roi Dagobert (Dagobert), de Dino Risi : un évêque

### Télévision
- 1968 : I racconti del maresciallo (it), mini-série TV
- 1968 : Le inchieste del commissario Maigret, série télévisée
- 1970 : Les Jeudis de Madame Giulia (I giovedì della signora Giulia), mini-série TV : agent Polito
- 1973 : L'Ère des Médicis, mini-série TV
- 1974 : Un certo Marconi (it), téléfilm de Sandro Bolchi : un marin
- 1974 : Sotto il placido Don, mini-série TV
- 1978 : I vecchi e i giovani (it), mini-série TV
- 1979 : Sous les yeux de l'Occident (Con gli occhi dell'occidente), mini-série TV
- 1984 : Cuore, mini-série TV